# Панн (копальня)

Місцерозташування копальні Панн

Панн (англ. Panna) — історична відкрита і підземна копальня з видобутку алмазів поблизу однойменного міста Панн в Індії, штат Мадхья-Прадеш. Копальня нараховує понад 200 років своєї історії.

## Історія
Опис цієї старої копальні наведемо за М. Пиляєвим (видання 1888 р.):
| „Сама шахта має діаметр від 12 до 15 м, а в глибину – 20. Поверхневий ґрунт, який вона прорізує, складається з горизонтальних шарів, що утворилися з залишків гнейсу; під ними знаходиться ал-мазна руда, суміш кременю і кварцу, що лежить на червонуватому глинистому ґрунті. Починаючи видобуток руди, шахту проходять у визначеному напрямку й витягають усе, що трапиться під руку. Робітники спускаються по похилому спуску, що охороняють солдати, працюють по коліно в воді, яку не можуть вичерпати навіть цебра водочерпальної машини. Робітники обмежуються тим, що наповнюють кошики бруднуватою масою й подають її на поверхню. Там, під навісами розміщується ціла система кам’яних жолобів, в яких руда ретельно промивається; кременистий залишок викладається на мармуровий стіл і надходить на розгляд сортувальникам. Ті, маючи за спиною наглядача, роздивляються камені один за одним, відкидаючи непридатні знов у корзину, а алмази залишають поруч себе. Здається, з часу відкриття алмазів ще не введено жодних покращень у спосіб їх видобутку”. |

## Сучасність
Тривалий час у ХХ ст. копальня експлуатуалася компанією «National Mineral Development Corp.» Потім видобуток було призупинено.
Наразі у 2009 р. копальня відновлена. 